# PICCOLO (groupe vocal)
 (janvier 2025).
 (janvier 2025).
 (février 2025).
Motif : Insuffisance en matière de sources secondaires d'envergure nationale requises. Cf WP:CAA 
- Archive Wikiwix
- Bing
- Cairn
- DuckDuckGo
- E. Universalis
- Gallica
- Google
- G. Books
- G. News
- G. Scholar
- Persée
- Qwant
- (zh) Baidu
- (ru) Yandex
- (wd) trouver des œuvres sur Wikidata

| 1. | Préciser le motif de la pose du bandeau. | Précisez le motif de la pose du bandeau en utilisant la syntaxe suivante : {{admissibilité à vérifier\|date=juin 2025\|motif=remplacez ce texte par le motif}}                              |
| 2. | Informer les utilisateurs concernés.     | Pensez à avertir le créateur de l'article, par exemple, en insérant le code ci-dessous sur sa page de discussion : {{subst:avertissement admissibilité à vérifier\|PICCOLO (groupe vocal)}} |

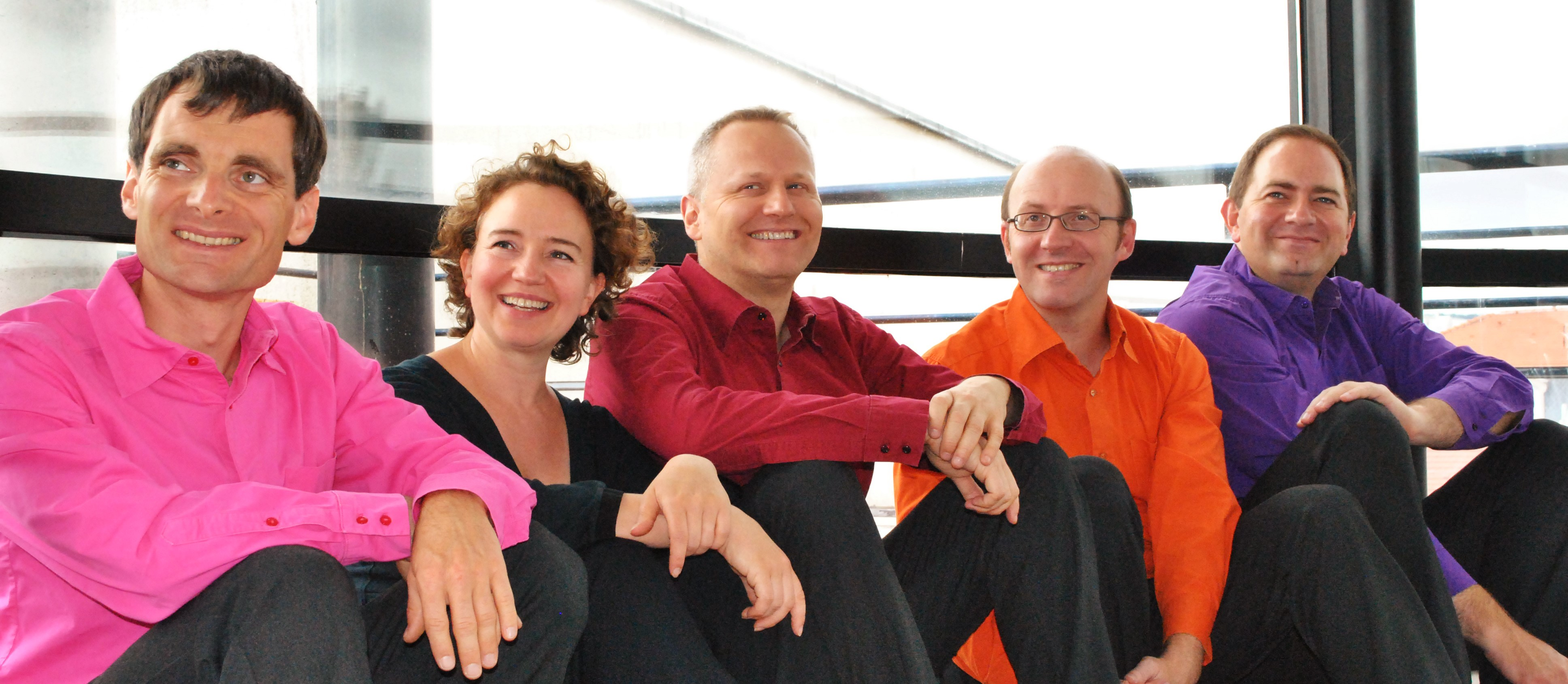
Piccolo en 2012 - Raphaël Saur, Emmanuelle Guillot-Droullé, Christophe Raymond, Étienne Guillot, Laurent Deffaux

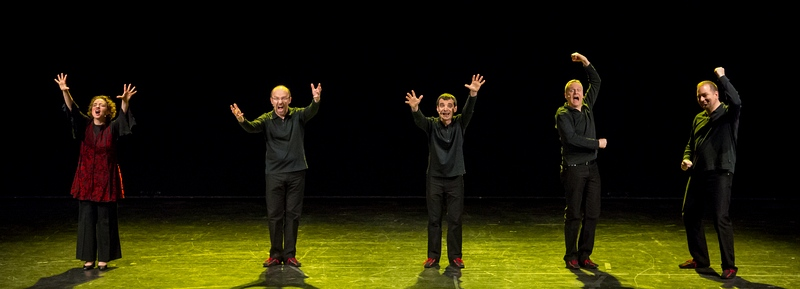
Le 11/11/2012 sur la scène de la salle Poirel à Nancy.

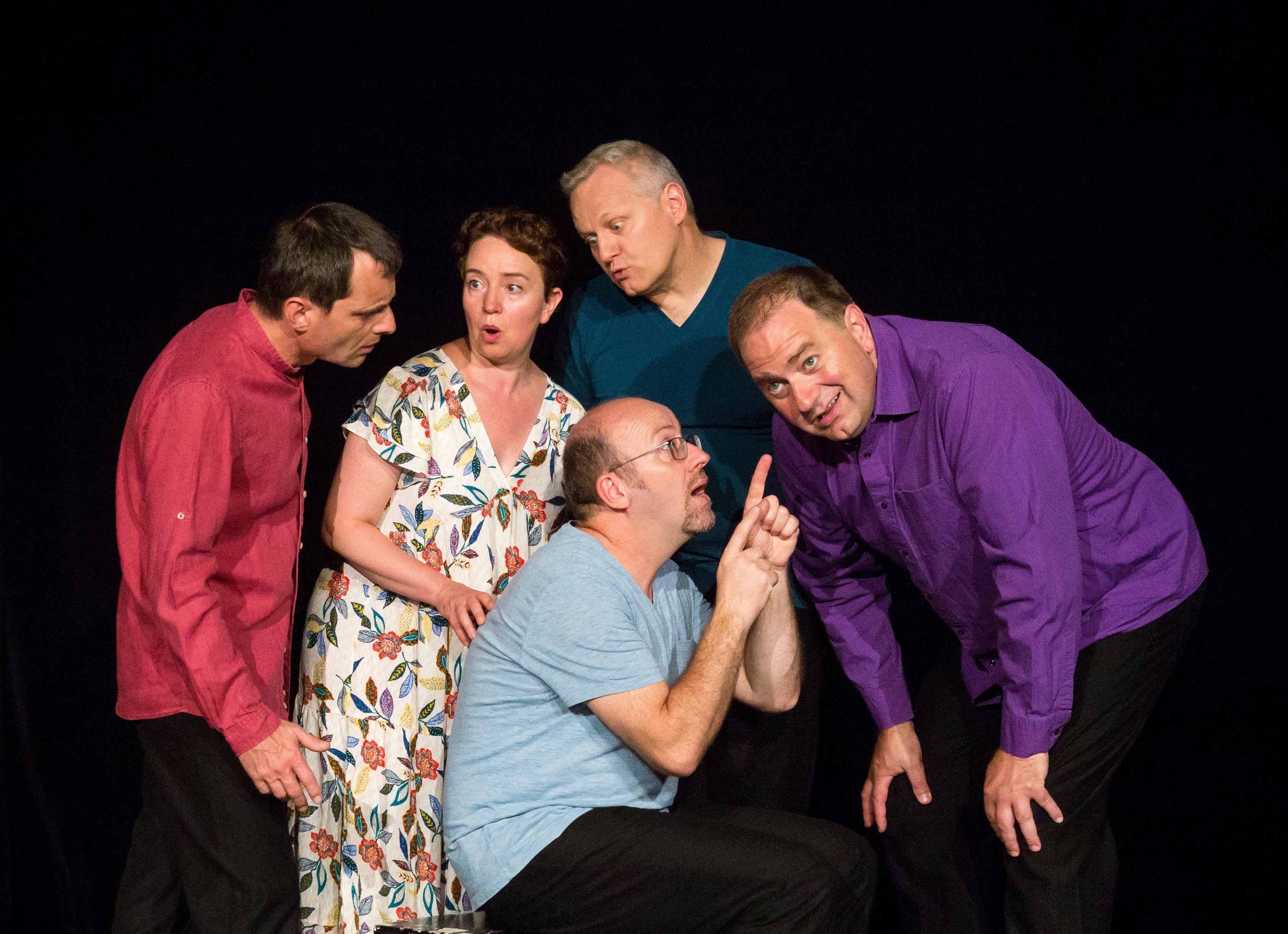
Piccolo en 2019

Piccolo est un groupe français de chanson a cappella créé en mars 1991 à Nancy. Il totalise des centaines de concerts sur tout le territoire, aussi bien qu'à l'étranger : Luxembourg, Belgique, Allemagne, Croatie à plusieurs reprises, Russie (Moscou puis Saint-Petersbourg), Algérie.

## Répertoire
Hormis les reprises tirées des classiques de la chanson française, de Brassens aux Rita Mitsouko - surtout lors des débuts du groupe, également influencé au départ par le groupe TSF et l'univers jazzy - celui-ci propose ses propres créations, inspirées tant par la chanson que le théâtre musical, et certains styles instrumentaux actuels : c'est avec fantaisie & poésie que les chansons de Piccolo posent un regard sur le monde, la société, le quotidien.
Le travail du groupe reste aux fils de ces dernières décennies de l'ordre d'un « artisanat musical ».

## Composition
De 1991 à juin 2011, le groupe était composé de :
- Emmanuelle Guillot-Droullé (d)[2]
- Étienne Guillot[3]
- Christophe Drag
- Christophe Raymond[4]
- Laurent Deffaux[4]

Depuis juin 2011, Raphaël Saur remplace Christophe Drag, parti vers d'autres horizons.

## Historique
Sur décembre 1998 et janvier 1999, Piccolo inaugure la formule Chant-Point au café-théâtre le Point-Virgule à Paris (chaque samedi à 17 heures).
Durant tout le mois de juillet 1999, Piccolo joue au Ciné-Vox de la place des Halles lors du festival d'Avignon.
En février 2000, Piccolo est lauréat au concours international de groupes vocaux a cappella de Dronten (Pays-Bas), aux côtés des Magnets (Grande-Bretagne), des Buddhas (Allemagne), de Jazz 'N Jamm (Italie)
Piccolo a commis les premières parties de plusieurs artistes, comme celle du groupe corse I Muvrini (Zénith de Nancy, 1er décembre 2000) et de Pierre Bachelet (La Passerelle, Florange, 18 décembre 2001).
Le 21/10/2003, Piccolo participe avec plusieurs titres en direct à l'émission nocturne de Serge le Vaillant Sous le Soleil Exactement (France Inter)
À la fin de l'année 2003, & à l'issue de prestations parisiennes, Piccolo est retenu par François Rollin et Édouard Baer pour une apparition lors de leur show à succès Le Grand Mezze au théâtre du Rond-Point. Le show du 31 décembre 2003, durant lequel Piccolo interprète "Dans la Troupe" (un pot-pourri de rengaines de marche), sera immortalisé par l'édition d'un DVD.
Le 23 novembre 2004, Piccolo participe à l'émission télévisuelle La Chance aux chansons sur France 2 (animée par Pascal Sevran), une émission diffusée le 27/2/2005. Le groupe interprète un arrangement de Je me suis fait tout petit (G.Brassens).
Le 7 décembre 2004, le groupe se produit sur la scène du théâtre Silvia Monfort, dans le cadre du spectacle 20 artistes chantent Ferrat, initié par le Centre de la Chanson, en la présence de Jean Ferrat. Piccolo interprète 2 titres : Berceuse et L'amour est cerise (dont l'arrangement est créé sur scène à cette occasion).
De la mi-novembre à la fin décembre 2004, le groupe se produit plusieurs fois par semaine au Sentier des Halles, dans le spectacle TOUT ÇA.
Le 14 décembre 2004 au soir, Piccolo est invité dans l'émission UN MARDI IDÉAL d'Arièle Buteaux sur France Musique.
En juillet 2005, Piccolo joue une dizaine de dates durant le festival d'Avignon (Collège de la Salle).
En 2006, Piccolo enregistre la Chanson Gourmande Des Mousquetaires, écrite par Gréco Casadesus, diffusée dans le flux du spectacle Les Trois Mousquetaires Font Du Cinéma (de G.Casadesus, Jérôme Diamant-Berger et Belkacem Tatem), joué sur plusieurs mois au théâtre du Ranelagh. Le groupe se produit en outre au théâtre parisien de l'Essaïon
Le 20 mai 2006, Philippe Meyer diffuse sur France Inter la version de Piccolo de Je me suis fait tout petit (Brassens) dans son émission La prochaine fois je vous le chanterai.
De 2008 à 2010, Piccolo joue au le spectacle Déferlantes au théâtre de Ménilmontant (Paris XXe)
Le 16 octobre 2009, Piccolo partage notamment la scène du Galaxie d'Amnéville (« Lorraine de Chœur – 2 000 choristes ») avec Bernard Lavilliers, I Muvrini, Laurent Voulzy, Emmanuel Moire… sous la direction de Jacky Locks (chef de chœur emblématique de l'émission « Les 500 choristes » sur TF1).
Le groupe a été durant la saison 2011-2012 en résidence à l'INECC Mission Voix Lorraine pour un projet associant 13 professeurs et 7 musiciens intervenants de par la Moselle dans 12 classes et un collège pour emmener 283 écoliers sur scène avec Piccolo.
En 2015 & 2016, Piccolo jour régulièrement au théâtre parisien des Déchargeurs (Paris-Ier).
Dans l'émission TEMPO CLASSIQUE sur RCN-Nancy du 14/12/2021, le journaliste lorrain (région d'origine du groupe) Dominique Breda déclare à Emmanuelle Guillot-Droullé, qu'il interviewe : "Ah bon, cela fait 30 ans que vous existez ?".
En novembre 2019, Piccolo se trouve en résidence à La Scène-Théâtre Ernest Lambert à Châtenois (Vosges), afin d'y créer le spectacle KESKIDIZ?. En coproduction avec le centre culturel Pablo Picasso de Blénod-lès-Pont-à-Mousson et la Ville de Nancy.
En septembre 2021, le groupe est invité au Congrès International des Chefs de Chœur à Puteaux. Les Voice Messengers, groupe de jazz vocal, lui succède.
Les créations-lumière de tous les spectacles sont l'œuvre de Jérôme Poinsignon (également auteur prolifique). C'est Didier Bello (secondé parfois par Philippe André, ingénieur du son sur les albums On Court et Keskidiz?) qui est responsable du son-scène depuis août 2003.
Pour ses chansons de création, de plus en plus nombreuses depuis le spectacle Déferlantes, Piccolo collabore essentiellement au départ avec des auteurs lorrains : Éric Mie, Maurice Olls (†), Didier Guise, Monsieur Pascal, Catherine Auboyer et Jérôme Poinsignon. Ainsi qu'avec le musicologue et compositeur Philippe Cathé pour quelques titres. Les membres du groupe se lançant à leur tour, à partir de 1998, dans la création tant textuelle que musicale. Depuis 2005, les spectacles sont mis en scène par le parisien Georges Gagneré.

### Les spectacles
- Typiquement vocal (1998)
- Bouquet vocal (1999)[25]
- Tout ça (2003)[26]
- Déferlantes (novembre 2006)[27] - mise en scène Georges Gagneré[24]
- On court (février 2013)[28],[29]  - mise en scène Georges Gagneré[24]
- KESKIDIZ ? (novembre 2019)[4]  - mise en scène Georges Gagneré[24]

## Les créations vocales
Les créations de Piccolo mettent d'abord et surtout les harmonies vocales et l'art polyphonique à l'honneur. Ainsi, les voix ne tentent pas tant d'imiter des instruments ou des rythmiques que de porter le texte : l'utilisation du beatboxing par exemple, est par le fait très parcimonieux dans les chansons de Piccolo.
À l'origine, les créations n'hésitent pas à évoquer la musique du passé (la couleur Renaissance de  J'aime la Liberté , sur un texte de Du Bellay), la musique traditionnelle française (Bataille Navale , une parodie de chanson de marin), des musiques du monde (la couleur flamenco des  Ecchymoses  par exemple, la musique sud-américaine dans  En Tapissant  ou dans  L'Indigestion ), tout autant que l'univers de la chanson réaliste (Le Petit Saucisson, Chanson d'Arlequin). Ou bien encore le jazz (Les Aquariens, Biguine Douce, l'arrangement du Je Me Suis Fait Tout Petit de Brassens, etc.), voire du jazz-rock (Les Déferlantes et sa longue improvisation "bruitiste" - en version scénique seulement - au cœur de la chanson).
Quelques créations mélangent plusieurs styles, comme jazz et musique traditionnelle dans  Petit Franck  par exemple, ou bien encore dans  Mes Banques , conférant à ces titres de chansons - et donc au spectacle entier - une couleur particulière.
La chanson Sage, Très Sage, pour sa part, emprunte à des techniques vocales contemporaines (respiration, halètements, claquements de langue, succion) permettent une approche saisissante du thème de l'enfant battu.
Dans le spectacle On court (2013), signalons l'emprunt au répertoire des Fabulous Trobadors avec le  Béquillon : cette chanson (inspiré dans son style d'un virelai médiéval) reprend un titre emblématique du groupe toulousain, Y'a des garçons , en conservant le refrain originel, mais adapté "à la lorraine" quant aux couplets  - ce "béquillon" étant une forme ancienne de danse lorraine.
Ce titre se retrouvera dans le spectacle Keskidiz ?, créé dans les Vosges (Châtenois, La Scène, espace Ernest Lambert) en novembre 2019, & mis en scène pour la 3e fois en l'espace de presque 15 années (à la suite de Déferlantes & On Court), par le jarnyso-parisien Georges Gagneré.
Keskidiz ?, dont les thèmes essentiels tournent autour de la communication et du langage, intègre notamment un titre, Sidéral, en hommage à l'astronaute Thomas Pesquet. Ainsi qu'une chanson où la langue des signes joue un rôle important ( Chanson de geste ). Le show intègre également une inattendue  Beauf Sérénade II  (qui brocarde au 1er degré les incivilités contemporaines, du téléphone portable aux comportements dans les multiplexes, en passant par les usagers du SUV & du 4/4), chanson aussitôt couplée dans le show à  Et çui-là , repris du spectacle On Court. De la critique sociale encore avec  Ma voix, un titre qui prend une résonance particulière dans une période politique troublée. Le très bel opus de Daniel Lavoie, Jours de plaine , dont Piccolo reprend l'arrangement minéral du groupe canadien a capella Les Charbonniers de l'Enfer, reste enfin un moment fort de ce show.

## Discographie

### 1998: TYPIQUEMENT VOCAL - EP
- 1. Henri et Basie  (Anne et Claude Germain)
- 2. Mon amant de Saint-Jean (Léon Agel / Émile Carrara / arr. Christophe Raymond)
- 3. La muerte del angel  (Astor Piazzolla)
- 4. Wind of Keltia  (Alan Stivell / arr. Emmanuelle Guillot-Droullé)
- 5. L'homme en habit  (Barbara / arr. Emmanuelle Guillot-Droullé)
- 6. Piccolo  (paroles et musique Christophe Raymond)
- 7. All The Things You Are (Jerome Kern / Oscar Hammerstein II)
- 8. Les Duettistes  (Anne et Claude Germain)

### 2003: TOUT ÇA - album
- 1. De la musique  (Eddy Mitchell / arr. Emmanuelle Guillot-Droullé)
- 2. Je me suis fait tout petit  (Georges Brassens / arr. Christophe Raymond)
- 3. En tapissant  (paroles : Monsieur Pascal / mus. Christophe Raymond)
- 4. Les aquariens  (paroles et mélodie : Didier Guise / arr. Christophe Raymond)
- 5. J'aime la liberté  (Joachim Du Bellay / mus. Emmanuelle Guillot-Droullé)
- 6. Java jive  (Milton Drake (en)/ Ben Oakland (en) / arr. Cyril Martial et Piccolo)
- 7. Marcia Baila  (Catherine Ringer / Fred Chichin / arr. Emmanuelle-Droullé et Étienne Guillot)
- 8. Berceuse  (Jean Ferrat / arr. Christophe Raymond)
- 9. Tout ça  (paroles Jérôme Poinsignon / mus. Étienne Guillot)
- 10. L'été 1907  (Fabrice Caurier / mus. Philippe Cathé)
- 11. Le stylo  (Steve Waring / arr. Emmanuelle Guillot-Droullé)
- 12. Le phare  (Annick Desbizet / mus. Philippe Cathé)
- 13. Un violon, un jambon  (Serge Gainsbourg / arr. Christophe Raymond)

### 2004:LE GRAND MEZZE - DVD
Par Édouard Baer & François Rolin, éditions Warner Visions France, enregistrement du show du 31/12/2003 au théâtre du Rond-Point (une chanson exécutée par Piccolo dans le cours du show).

### PICCOLO - EP
- 1. Les Aquariens  (paroles et mélodie : Didier Guise / arr. Christophe Raymond)
- 2. Mes banques  (Maurice Olls / Christophe Raymond)
- 3. Biguine douce  (Jérôme Poinsignon / Étienne Guillot)
- 4. Sage, très sage  (paroles et musique Emmanuelle Guillot-Droullé)
- 5. Chanson d'Arlequin  (Jérôme Poinsignon / Emmanuelle Guillot-Droullé)
- 6. Radjah Gobert  (traditionnel / paroles Guy Buffet / arr. Christophe Raymond)

### Musado, l'homme aux oiseaux
Un conte musical de Dominique Heymès (livre-disque) : enregistrement de la chanson  L'ÉPOUVANTAIL  (paroles Dominique Heymès, mus. Emmanuelle Droullé-Guillot) sur le CD accompagnant l'ouvrage.

### 2010: JUSTE - album
- 1. Les Aquariens  (paroles et mélodie : Didier Guise / arrangement : Christophe Raymond)
- 2. Même pas peur  (paroles : Didier Guise / musique : Christophe Raymond)
- 3. Chanson d'Arlequin  (paroles Jérôme Poinsignon / mus. Emmanuelle Guillot-Droullé)
- 4. Biguine douce  (paroles Jérôme Poinsignon / Étienne Guillot)
- 5 . Les déferlantes  (paroles Jérôme Poinsignon / Étienne Guillot)
- 6 . Le mur de la prison d'en face  (paroles et musique Yves Duteil, arr. Emmanuelle Guillot-Droullé)
- 7. Les ecchymoses  (paroles Catherine Auboyer / mus. Christophe Raymond)
- 8. J'aime la liberté  (poème de Joachim Du Bellay / mus. Emmanuelle Guillot-Droullé)
- 9. Bataille navale  (paroles Monsieur Pascal / musique Christophe Raymond)
- 10. Petit Franck  (paroles Monsieur Pascal / musique Christophe Raymond)
- 11. Sage, très sage  (paroles et musique Emmanuelle Guillot-Droullé)
- 12. Le petit saucisson  (paroles et musique Christophe Raymond)
- 13 . Mes banques  (paroles Maurice Olls / musique Christophe Raymond)

### 2014: ON COURT! - album
- 1. On court  (paroles Jérôme Poinsignon / musique Philippe Cathé)[34]
- 2 . Silicon Carne  (paroles Jérôme Poinsignon / musique Étienne Guillot)
- 3. Si mon amour  (paroles Jérôme Poinsignon / mus. Étienne Guillot)
- 4. Escarmouche  (Jérôme Poinsignon / mus. Étienne Guillot)
- 5. Albinos Blues  (paroles Jérôme Poinsignon / mus. Étienne et Emmanuelle Guillot-Droullé)
- 6. Surfin' Loco  (paroles Jérôme Poinsignon, mus. Étienne Guillot)
- 7. Vis comica  (paroles Marine Guillot / mus. Étienne Guillot)
- 8. Ton bout  (paroles Didier Guise / mus. Christophe Raymond)
- 9. Mais parfois si  (Georges Perec / mus. Raphaël Saur)
- 10. L'indigestion  (paroles Maurice Olls / mus. Christophe Raymond)
- 11. Voilà pourquoi  (paroles Maurice Olls / mus. Christophe Raymond)
- 12. Le sens des affaires  (paroles Didier Guise / mus. Christophe Raymond)
- 13 . Fille d'usine  (par. et mus. Jean Blanchard / arr. Christophe Raymond)
- 14. Le Béquillon  (par. et mus. Claude Sicre / arr. Emmanuelle Guillot-Droullé)

### 2024: KESKIDIZ? - album
- 1. Tunep (paroles Jérôme Poinsignon / musique Étienne Guillot)[34]
- 2. Parlez-moi  (paroles Jérôme Poinsignon / musique Emmanuelle Guillot-Droullé)
- 3 . D'une enfance  (paroles Jérôme Poinsignon / mus. Emmanuelle Guillot-Droullé)
- 4. Ma voix  (paroles Monsieur Pascal / mus. Raphaël Saur)
- 5. Beauf Sérénade II  (paroles & musique Christophe Raymond)
- 6. Chanson de geste  (paroles Marine Guillot, mus. Emmanuelle Guillot-Droullé)
- 7. La candeur  (paroles & musique Emmanuelle Guillot-Droullé)
- 8. Sidéral  (paroles & musique Emmanuelle Guillot-Droullé)
- 9. Et çui-là ?  (paroles & musique Christophe Raymond)
- 10. Si les fleurs pouvaient parler  (paroles Marine Guillot / mus. Emmanuelle Guillot-Droullé)
- 11. L'essentiel  (paroles & musique Raphaël Saur)

## Récompenses
- Finaliste du trophée Radio-France de la Chanson française (Truffe d’Or) à Périgueux (1996)
- Vainqueur du concours de jazz de Vannes (1997)
- Lauréat du tremplin des Polyphonies de Laàs (1998)
- Lauréat du Concours international de groupes vocaux de Dronten / Pays-Bas (2000)

## Contributions & participations
- Musado « L’Homme aux oiseaux », livre-CD, conte pour enfants (2008) de Dominique Heymès, illustré par Muriel Maillot
- Les Trois Mousquetaires (spectacle jeune public), musique de Gréco Casadesus (2006). Interprétation de la « chanson gourmande des Mousquetaires »
- Participation à la soirée 20 artistes chantent Jean Ferrat organisée par le Centre de la Chanson au Théâtre Silvia Monfort (Paris, 7 décembre 2004)
- DVD Grand Mezze, Édouard Baer et François Rollin, Prod. illimitées-Warner (2004). Interprétation de la chanson « Dans la troupe » Traditionnel / Arr. Raphaël Passaquet
- Compilation nouvelle chanson française « Ouvrons Grand nos oreilles ! » Mosaic (2003)